# كأس قطر 2009
كأس قطر 2009 هو موسم من كأس قطر. شارك فيه  4 فريقاً، وفاز فيه نادي قطر.